# Větrný rukáv

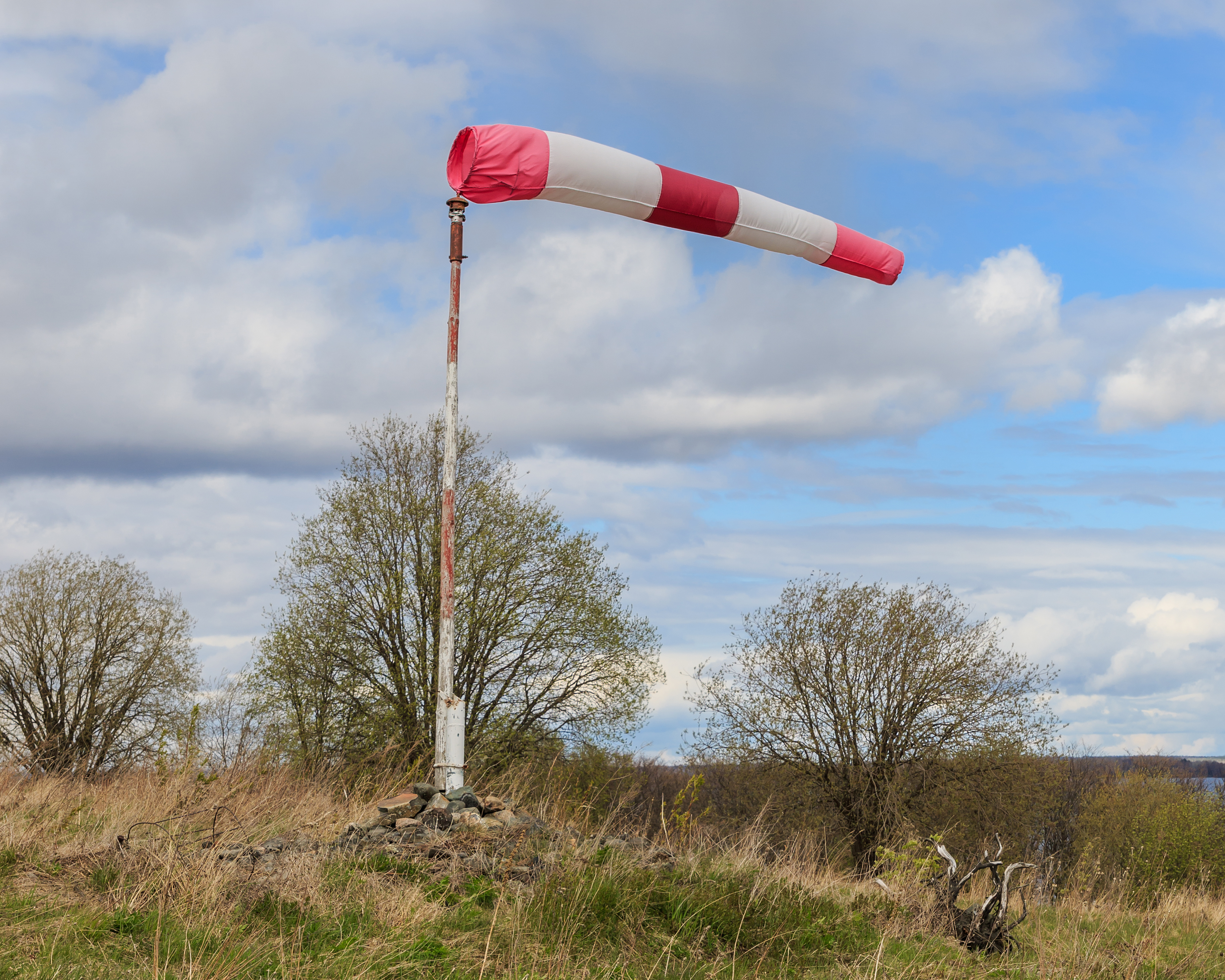
Větrný rukáv

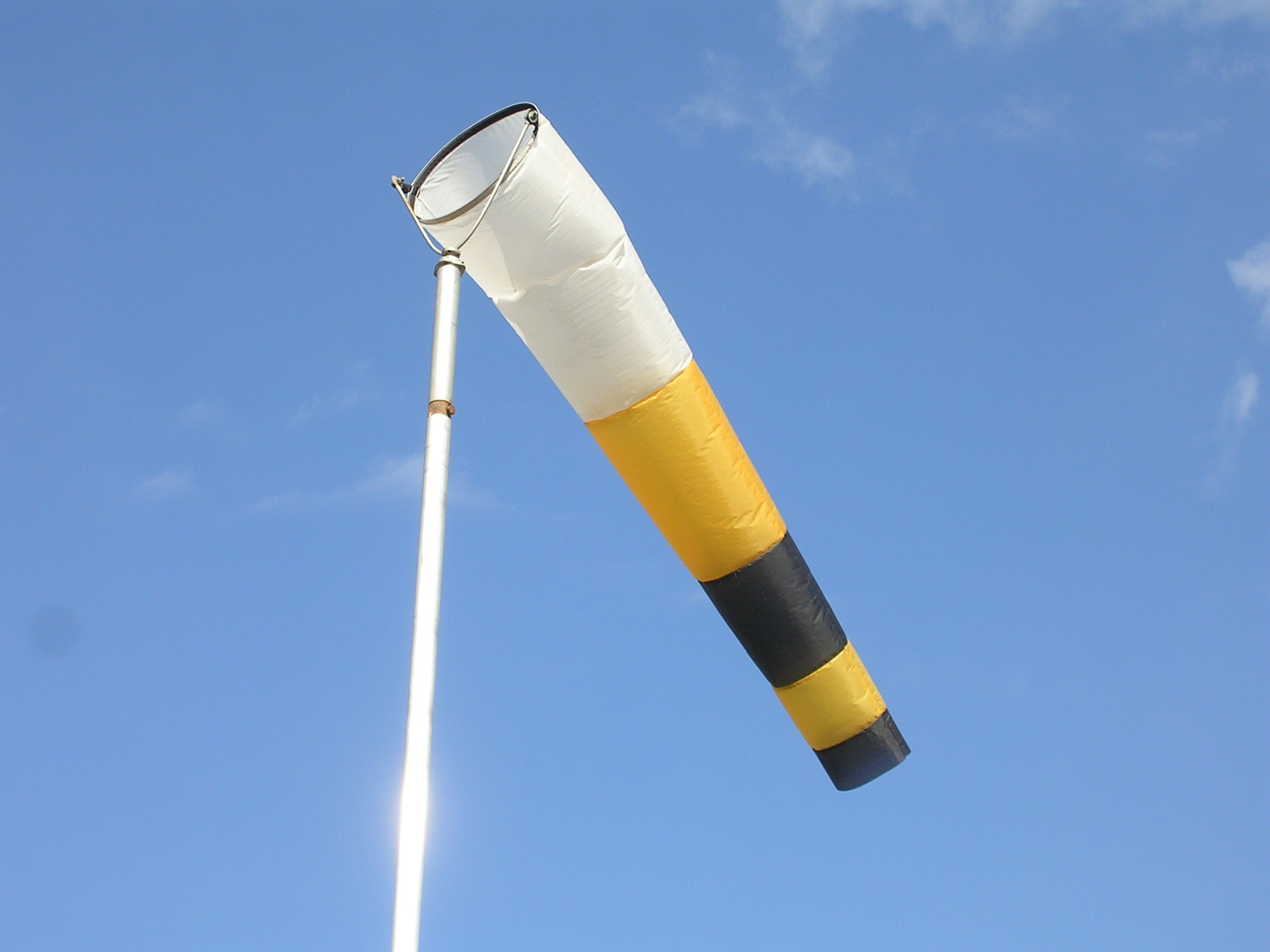
Větrný rukáv u hnojníku v Černých Voděradech umožňuje sledovat směr a rychlost šíření zápachu

Větrný rukáv (hovorově větrný pytel) je pomůcka pro stanovení směru a částečně i síly větru. Tvoří ji látka ušitá do tvaru pláště komolého kužele bez základen. Rukáv má kontrastní (zpravidla červeno-bílé) zbarvení. Ze strany většího průměru je rukáv upevněn na kruhový držák, zpravidla kovový, který je buď upevněn ve svislé rovině a může se volně otáčet podle svislé osy nebo zavěšen na žerď pomocí lanek. Délka rukávu závisí na účelu a pohybuje se od méně než jednoho až do 3,6 metrů.
Větrné rukávy se používají zejména na letištích podél přistávacích drah, jsou osazovány na heliporty a podél dálnic v místech, kde se může vyskytovat boční vítr. Na letištích bývají rukávy osvětleny pro použití v noci.